# グレイス・オブ・マイ・ハート
『グレイス・オブ・マイ・ハート』（Grace of My Heart）は、1996年のアメリカ合衆国のドラマ映画。アリソン・アンダース脚本・監督。イリアナ・ダグラス、マット・ディロン、エリック・ストルツ、ジョン・タートゥーロ、ブルース・デイヴィソン、パッツィ・ケンジット、ブリジット・フォンダ出演。1960年代初期のニューヨークにあるブリル・ビルディングから始まり、60年代中期のカリフォルニア・サウンドと、全盛期だった1970年代初期のアダルト・コンテンポラリー・ミュージックまでのポップ・ミュージックの世界を描写する。
物語は主人公であるデニース・ウェバリーの私生活とキャリアの軌跡を扱い、サウンドトラックには、バート・バカラック、エルヴィス・コステロ、ジョニ・ミッチェルなどさまざまなアーティストの楽曲が使用されている。

## ストーリー
1958年、歌手を目指すエドナ・バクストンは、コンテストに出場する衣装を決めるため、母親が知り合いに頼んで自宅までドレスを運んでもらう。その中から自分が気に入ったドレスを見つけようとするが、結局母親の選んだドレスを着ることになった。エドナは、今まで母親の決めたことをやらされてきたため、コンテストで歌う歌も自分の好きな歌ではなく、母親が決めたものだった。そんなとき、コンテストの舞台裏で歌を練習していたドリス・シェリーという女性に出会い、彼女から自分の好きな歌を歌うべきだとアドバイスされる。結果、エドナは母の意に反して歌を変更し、見事コンテストに優勝し、レコード会社との契約を獲得することができた。
それから11ヵ月後のニューヨーク、そこでエドナは数々のレコード会社のオーディションを受け続けていた。コンテストの優勝賞品だったレコード会社の契約は、実はコンテストのただの宣伝材料で、エドナとの契約はなかったことになっていた。オーディションを受けたどのレコード会社でも、エドナの歌は時代遅れだと言われて雇ってもらえなかった。その後エドナは、コンテストで出会ったドリスがステージ出演しているクラブを訪れて、ステージを観た後恋人ができ幸せそうな彼女と話す。ドリスと別れ、エドナが家に帰宅するとカーニー・ミュージックのジョエル・ミルナーという人物から連絡するよう電報が来ていた。翌日エドナはジョエルと会い、彼から彼女のデモテープを聞いたと言われ、初めてレコード会社の関係者から歌をほめられる。だがジョエルから、契約内容が彼の会社でプロデュースしている黒人男性グループに、エドナが参加するというものだったため、自分自身のレコードが出したかった彼女は難色を示す。するとジョエルは、いつかは女性シンガーがトップに立つことができるかもしれないが、とりあえず今は金を稼いだほうがいいと忠告され、エドナは渋々承諾する。さらに彼はイメージ作りの一環として、名前をエドナからデニース・ウェバリーに変更し、出自も隠すことを提案する。
レコーディングに参加したデニースは、ブリル・ビルディングで男性グループに提供する楽曲を書くことになる。その歌がヒットし、出だしは上々のデニースは、マネージャーとなったジョエルと共にドリスのいるクラブを訪れ、そこでジョエルの知り合いであるハワード・カザットと出会う。そして彼女は、ドリスが恋人とケンカしているのを見つけて慰める。後日エドナは、ジョエルにドリスたち3人を紹介するが、彼は女性シンガーが成功するはずがないというばかりだったため、彼を説得して3人を歌手デビューさせる。

## キャスト
| 役名                                       | 俳優                           | 日本語吹替 |
| ------------------------------------------ | ------------------------------ | ---------- |
| デニース・ウェバリー（エドナ・バクストン） | イリアナ・ダグラス             | 深見梨加   |
| ジェイ・フィリップス                       | マット・ディロン               | 宮本充     |
| ハワード・カザット                         | エリック・ストルツ             | 堀内賢雄   |
| ジョエル・ミルナー                         | ジョン・タートゥーロ           | 江原正士   |
| ジョン・マーレイ                           | ブルース・デイヴィソン         | 目黒裕一   |
| シェリル・スティード                       | パッツィ・ケンジット           | 松岡ミユキ |
| ケリー・ポーター                           | ブリジット・フォンダ           | 松谷彼哉   |
| ドリス・シェリー                           | ジェニファー・リー・ウォーレン | 高乃麗     |
| オーディションプロデューサー               | リチャード・シフ               | 稲葉実     |
| グールー・デイヴ                           | ピーター・フォンダ（声のみ）   |            |

- 日本語吹替：VHS版（DVD未収録）

## スタッフ
- 監督・脚本：アリソン・アンダース
- 製作：ルース・チャーニー、ダニエル・ハッシド
- 製作総指揮：マーティン・スコセッシ
- 撮影監督：ジャン＝イヴ・エスコフィエ
- プロダクションデザイナー：フランソワ・セグワン
- 編集：ジェームズ・クウェイ、ハーヴィ・ローゼンストック,A.C.E.、セルマ・スクーンメイカー
- 音楽：ラリー・クライン（英語版）
- 音楽監督：カリン・レイチェトマン
- 衣裳デザイン：スーザン・バートラム
- 日本語字幕：古田由紀子
- 吹替翻訳：小川裕子